# شتشايوكينو
شتشايوكينو (بالروسية: Щёкино) هي إحدى مدن روسيا في الكيان الفدرالي الروسي تولا أوبلاست.

## أعلام
- سيرجي زاليوتين
- تاتيانا ليدوفسكايا